# WOW air

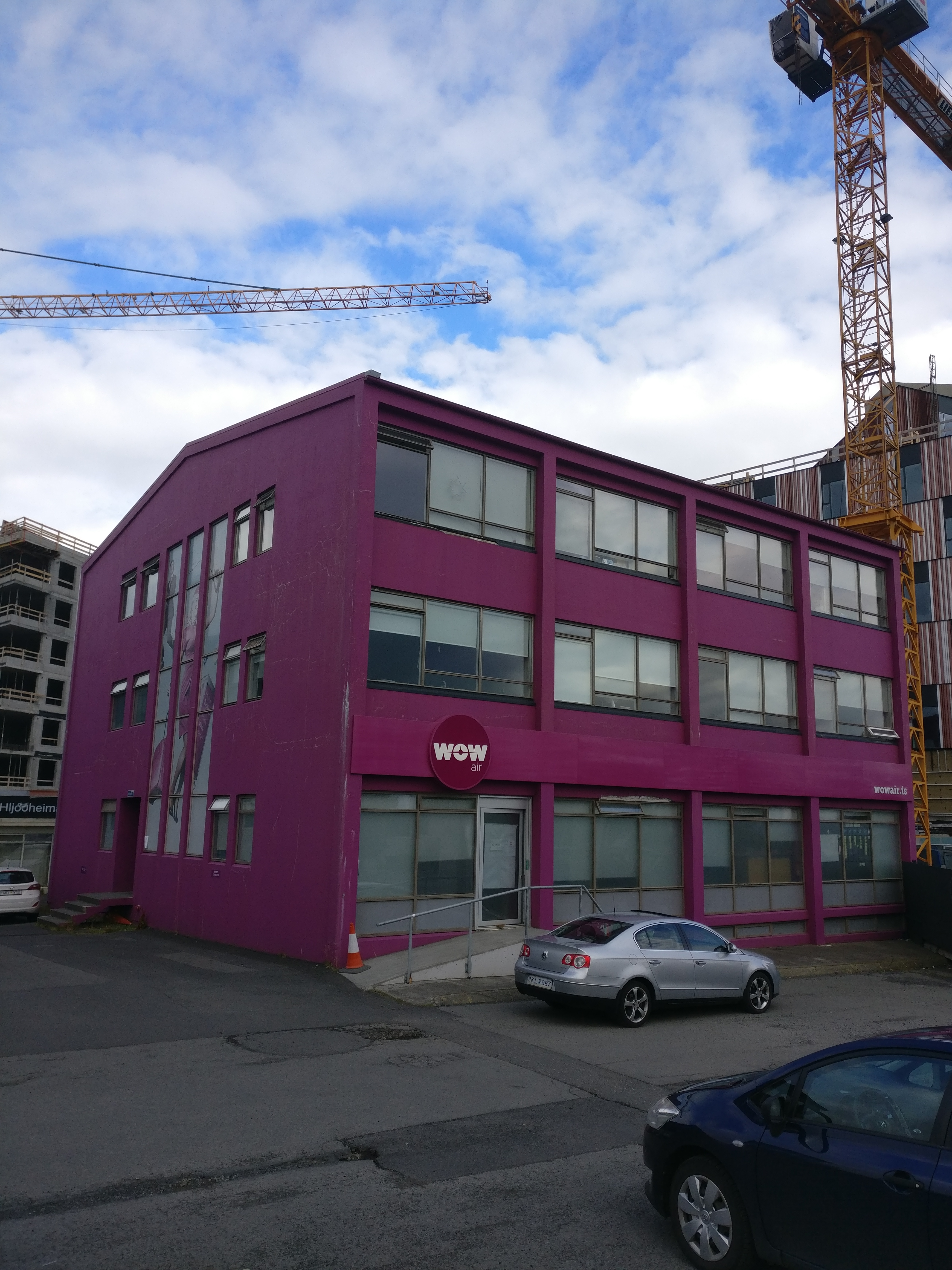
La sede di WOW air a Reykjavík

WOW air era una compagnia aerea a basso costo islandese con sede a Reykjavík. Iniziò le operazioni di volo il 31 maggio 2012 e le finì il 28 marzo 2019. L'hub principale era l'Aeroporto Internazionale di Keflavík.
A ottobre 2012 acquisì il controllo dell'unica altra compagnia low-cost islandese, Iceland Express. La compagnia effettuava voli tra l'Islanda e il resto d'Europa nonché tra l'Islanda ed il Nord America, proponendo anche soluzioni con transito in Islanda.
Il 28 marzo 2019, tramite un comunicato ufficiale sul proprio sito web, WOW air annuncia la sospensione di tutte le operazioni.

## Storia
WOW air è stata fondata nel novembre 2011 dall'imprenditore Skúli Mogensen, la cui esperienza commerciale ha riguardato anche il settore tecnologico e delle telecomunicazioni in Islanda, Europa e Nord America. L'unico proprietario di WOW air è Titan, una società di investimento di proprietà di Mogensen, che è anche l'amministratore delegato della società e membro del consiglio di amministrazione. Nell'ottobre 2012, WOW air ha acquisito le attività e la rete di Iceland Express. Iceland Express ha operato in diverse destinazioni in Europa e Nord America utilizzando aeromobili in leasing. Alla fine di ottobre 2012, a seguito dell'acquisizione, la compagnia Wow air ha potuto incrementare il numero di destinazioni servite.
La compagnia ha trasportato oltre 400.000 passeggeri nel 2013 e ha raggiunto il traguardo di un milione di passeggeri nel dicembre 2014 offrendo collegamenti da e per l'Islanda. Dal 2015, WOW air ha iniziato ad espandersi in Nord America, servendo prima gli Stati Uniti, poi il Canada a partire da maggio 2016. I voli per Los Angeles e San Francisco sono iniziati a giugno 2016 utilizzando due aerei Airbus A330-300 noleggiati da Air Europa. La capacità annuale dei passeggeri di WOW air è più che raddoppiata da circa 740.000 nel 2015 ad oltre 1,6 milioni nel 2016.

## Problemi finanziari, piano di ristrutturazione e fallimento
A novembre 2018 Mogensen, fondatore della compagnia, annuncia il verificarsi di un peggioramento della situazione finanziaria,  il calo delle vendite dei biglietti e problemi di liquidità disponibile. Dopo trattative per l'acquisizione della compagnia da parte di Icelandair, viene annunciato che l'acquisizione non sarà fatta per l'impossibilità di soddisfare nei tempi richiesti le condizioni poste dalla compagnia di bandiera.
Nel mese di dicembre trapelano le prime informazioni circa il futuro della compagnia: l'obiettivo sarà tornare alle origini, ovvero ad essere una compagnia aerea dal business model prettamente low cost, riducendo flotta e personale così da incrementare la liquidità. La notizia la diffonde il fondatore che aggiunge: "Questo è il giorno più difficile della storia di Wow air. Per garantire il nostro futuro e preservare il vettore a lungo termine, dobbiamo purtroppo prendere queste misure".
Nel gennaio 2019 Indigo Partners, gruppo statunitense di private equity e venture capital, avvia l'acquisizione del 49% delle azioni della compagnia aerea al fine di porre rimedio alle difficoltà finanziarie di fine 2018, riservandosi la possibilità di aumentare in futuro tale percentuale. La notizia è stata comunicata direttamente dal CEO di Wow air, con una lettera inviata agli obbligazionisti del vettore annunciando l’accordo con il Gruppo Usa.  L'accordo tuttavia non si è concretizzato e Indigo Partners si è ritirato dalle trattative.
Nel marzo 2019 la Compagnia ha annunciato un accordo con i propri creditori che prevedeva la conversione dei loro crediti in quote azionarie, rilevando il 49% della società. Nonostante ciò, il 28 marzo 2019 WOW air annuncia ufficialmente la sospensione con effetto immediato di tutte le operazioni, e la conseguente cancellazione di tutti i voli e le prenotazioni esistenti, attraverso un comunicato sul proprio sito web.

## Flotta
Al 28 marzo 2019, la flotta di WOW Air consisteva dei seguenti aeromobili, con un'età media di 2.8 anni:
| Aereo           | In flotta | Ordini | Passeggeri | Passeggeri | Passeggeri | Note                               |
| Aereo           | In flotta | Ordini | W          | Y          | Totale     | Note                               |
| --------------- | --------- | ------ | ---------- | ---------- | ---------- | ---------------------------------- |
| Airbus A320neo  | 1         | —      | —          | 178        | 178        |                                    |
| Airbus A321-200 | 5         | —      | 8          | 200        | 208        | 1 in wet-leased ad Aruba Airlines. |
| Airbus A321-200 | 3         | —      | 8          | 202        | 210        | 1 in wet-leased ad Aruba Airlines. |
| Airbus A321neo  | 2         | —      | 8          | 200        | 208        |                                    |
| Totale          | 11        | —      |            |            |            |                                    |

## Flotta storica
- Airbus A320-200
- Airbus A330-300